# Titularbistum Thmuis
Thmuis (ital.: Tmui) ist ein Titularbistum der römisch-katholischen Kirche. 
Es geht zurück auf einen früheren Bischofssitz in der gleichnamigen antiken Stadt, die sich in der spätantiken römischen Provinz Augustamnica befand. Das Bistum gehörte der Kirchenprovinz Pelusium an.
| Titularbischöfe von Thmuis |                       |                                       |                  |                 |
| Nr.                        | Name                  | Amt                                   | von              | bis             |
| 1                          | Jean Martin Adam CSSp | Apostolischer Vikar von Gabun (Gabun) | 16. Februar 1897 | 14. Januar 1929 |
| 2                          | Pierre Fallaize OMI   | Koadjutorvikar von Mackenzie (Kanada) | 23. Juni 1931    | 10. August 1964 |